# Peristilo do Museu Paulista da Universidade de São Paulo

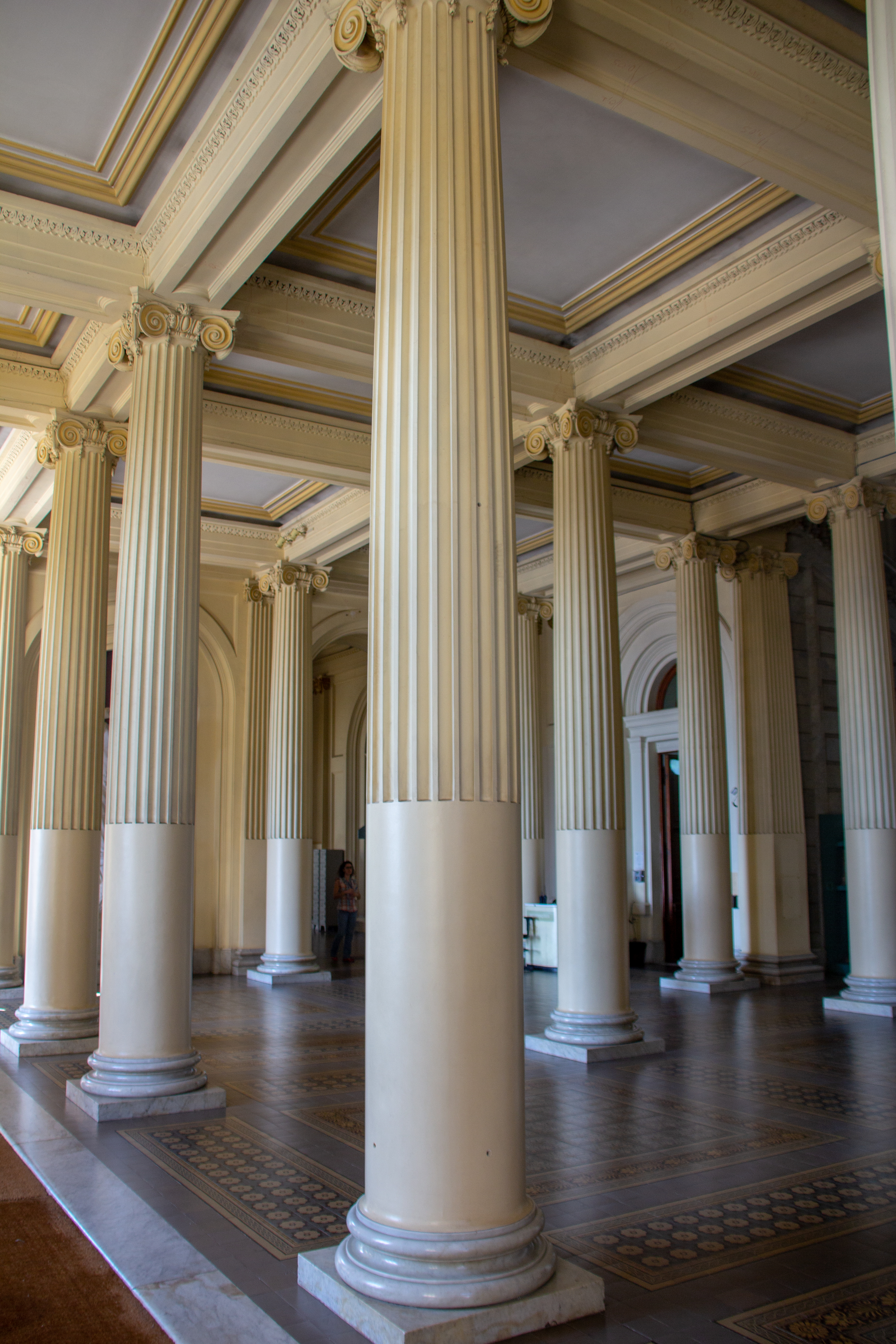
Peristilo do Museu Paulista da USP

O Peristilo é uma galeria de colunas que compõe o Eixo Monumental do Museu Paulista da USP. Foi reestruturado como parte do planejamento decorativo de Afonso d'Escragnolle Taunay, então diretor do museu, durante a reformulação da instituição na década de 1920 para as comemorações do centenário da Independência, embora não tenha ficado totalmente pronto antes das comemorações.

## Obras
O peristilo é o primeiro salão do museu e dá acesso à escadaria monumental. Há duas estátuas de mármore, obras de Luigi Brizzolara, à esquerda e à direita, representando Raposo Tavares e Fernão Dias. Ambas atingem, somando-se os pedestais, 3,5 metros de altura e simbolizam o ciclo da caça ao índio e devassa do sertão e o ciclo do ouro e pedras preciosas, respectivamente. Há quatro painéis de José Wasth Rodrigues, retratos de João III, Martim Afonso de Sousa, João Ramalho e Tibiriçá, além de dois brasões das cidades São Bernardo do Campo e Cananéia. Há ainda velhos canhões guarda-costas da época das Revoltas liberais de 1842.
| Imagem | Nome da obra                      | Data      | Materiais utilizados | Coleção                                             | Versão audível |
| ------ | --------------------------------- | --------- | -------------------- | --------------------------------------------------- | -------------- |
|        | Brasão de Cananeia                | século XX | aquarela             | Coleção Museu Paulista Coleção José Wasth Rodrigues |                |
|        | Brasão de São Bernardo            | século XX | aquarela papel       | Coleção Museu Paulista Coleção José Wasth Rodrigues |                |
|        | Cacique Tibiriçá e neto           | 1932      | tinta a óleo         | Coleção José Wasth Rodrigues Coleção Museu Paulista |                |
|        | Fernão Dias                       |           | Mármore de Carrara   | Coleção Museu Paulista                              |                |
|        | João Ramalho e Filho              | 1934      | tinta a óleo         | Coleção José Wasth Rodrigues Coleção Museu Paulista |                |
|        | Raposo Tavares                    |           | Mármore de Carrara   | Coleção Museu Paulista                              |                |
|        | Retrato de D. João III            | século XX | tinta a óleo         | Coleção Museu Paulista Coleção José Wasth Rodrigues |                |
|        | Retrato de Martim Afonso de Sousa | século XX | tinta a óleo         | Coleção Museu Paulista Coleção José Wasth Rodrigues |                |